# Das Haus auf der Klippe
Das Haus auf der Klippe (Originaltitel: Peril at End House) ist eine Langfolge aus der zweiten Staffel der britischen Fernsehserie Agatha Christie’s Poirot aus dem Jahr 1990 von Renny Rye. Es ist die Verfilmung des Romans Das Haus an der Düne von Agatha Christie aus dem Jahr 1932.

## Handlung
Eigentlich genießt Hercule Poirot seinen wohlverdienten Ruhestand im Küstenstädtchen St. Looe in Südengland. Doch nach der Begegnung mit der geheimnisvollen Miss Nick – die in den letzten drei Tagen drei Mordanschlägen entrinnen konnte – sieht er sich schon mitten in einem neuen Fall. Sein Kollege Captain Arthur Hastings darf dabei vom unfehlbaren Spürsinn seines Vorbilds profitieren. Im 2. Teil der Folge wird eine Séance abgehalten, in der die wahren Geschehnisse von Poirot aufgedeckt werden.

## Drehorte
- Salcombe, Devon, England
- Twickenham Film Studios, St Margarets, Twickenham, Middlesex, England

## Synchronisation
| Figur                   | Darsteller     | Deutscher Sprecher   |
| ----------------------- | -------------- | -------------------- |
| Hercule Porot           | David Suchet   | Klaus Höhne          |
| Chief Inspector Japp    | Philip Jackson | Joachim Höppner      |
| Captain Arthur Hastings | Hugh Fraser    | Fritz von Hardenberg |
| Miss Felicity Lemon     | Pauline Moran  | Elisabeth Endriss    |
| Bert Croft              | Jeremy Young   | Werner Abrolat       |

## Medien

### DVD-Veröffentlichung
- Das Haus auf der Klippe. Polyband & Toppic Video/WVG 2006 – Agatha Christie - Poirot Collection 2 (3 DVDs)

### Soundtrack
- Christopher Gunning: "Agatha Christie’s Poirot" 1992 UPN 5-012981-888824